# Mercedes-Benz M180
La sigla Mercedes-Benz M180 identifica una  famiglia di motori a scoppio prodotti dal 1951 al 1976 dalla Casa automobilistica tedesca Mercedes-Benz.

## Storia e caratteristiche

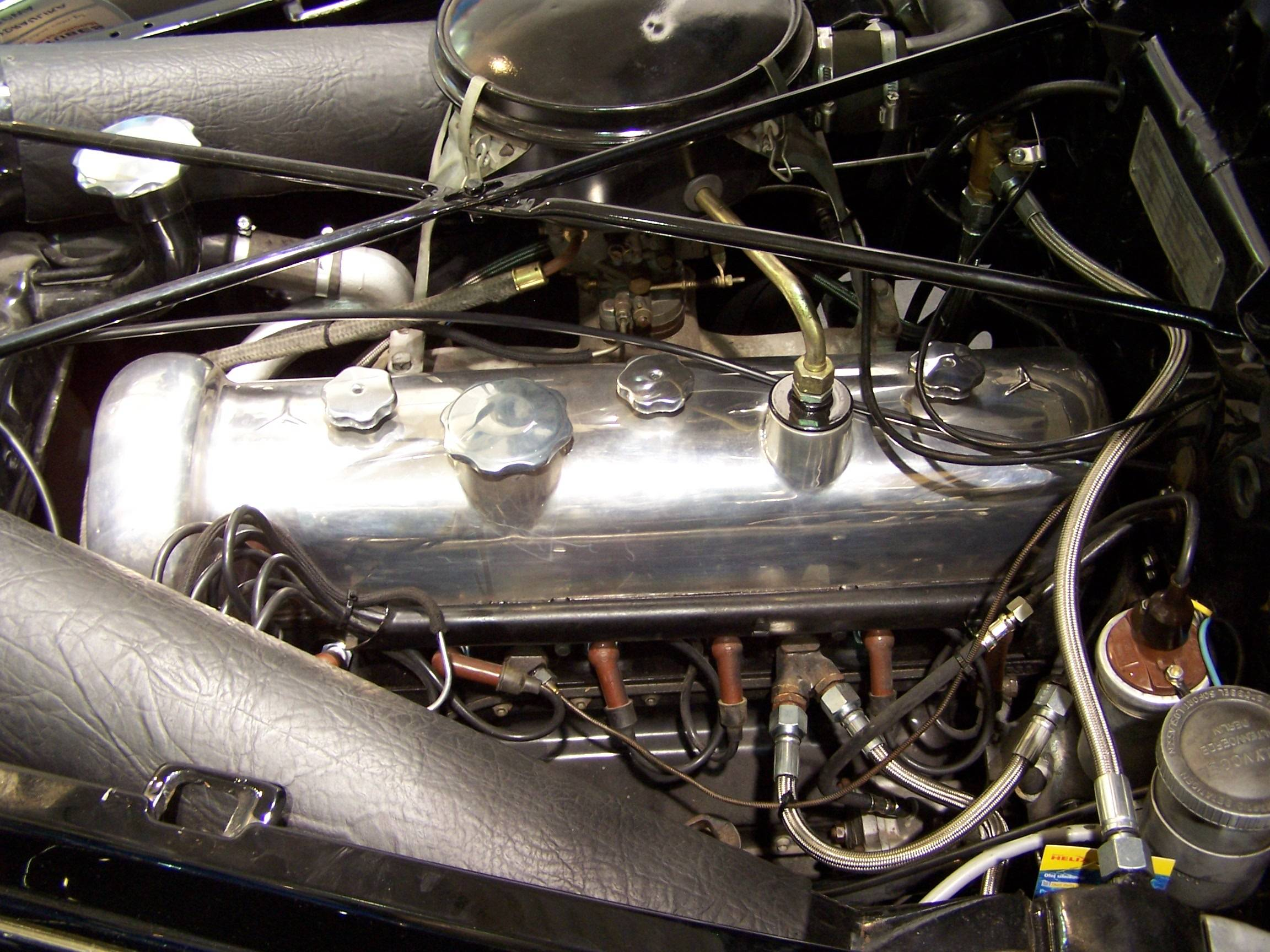
Il primo dei motori M180, il 2.2 litri da 85 CV

I motori M180 sono nati nel 1951 quando al Salone di Francoforte di quell'anno fu presentato un nuovo motore da 2.2 litri, destinato a divenire il capostipite di questa famiglia. Tale motore è stato il primo 6 cilindri Mercedes-Benz del dopoguerra, ma anche il primo motore superquadro della Casa tedesca.

I motori M180 sono stati prodotti nel corso degli anni in tre versioni fondamentali, le cui caratteristiche in comune sono riportate di seguito:
- architettura a 6 cilindri in linea;
- basamento in ghisa;
- testata in lega di alluminio;
- monoblocco di tipo superquadro;
- distribuzione ad un albero a camme in testa;
- testata a due valvole per cilindro;
- alimentazione a carburatore;
- albero a gomiti su 4 supporti di banco.

I motori M180 non hanno alcuna parentela con il contemporaneo 3 litri M186, né con le equivalenti unità da esso derivate (M189, M188, ecc.), sebbene condividano alcune soluzioni tecniche.

## Versioni dei motori M180
Come già detto, i motori M180, prodotti per circa 25 anni, sono stati proposti in tre versioni. Non solo, ma dai motori M180 sono stati derivati in seguito altri motori che, sebbene siano strettamente imparentati con gli M180, sono stati codificati con altre sigle.

Di seguito vengono descritte le tre versioni dei motori M180, con in coda un rapido accenno alle motorizzazioni da essi derivate in seguito.

### Versione da 2.2 litri
La versione da 2.2 litri è il primo motore M180 nella storia. Con esso la Casa di Stoccarda esordisce nel mondo dei motori superquadri di serie. Le dimensioni di alesaggio e corsa, infatti, sono rispettivamente di 80x72.8 mm, per una cilindrata complessiva di 2196 cm³.

Sono esistite più varianti del 2.2 litri M180, delle quali vengono di seguito riportate le caratteristiche.
| Sigla                 | Carburatore/i         | Rapporto di compressione | Potenza max CV/rpm | Coppia max Nm/rpm | Applicazioni                             | Anni di produzione |
| --------------------- | --------------------- | ------------------------ | ------------------ | ----------------- | ---------------------------------------- | ------------------ |
| M180 I (o M180.920)   | Un doppio corpo Solex | 6.5                      | 80/4600            | 142/2500          | Mercedes-Benz W187 berlina e cabriolet   | 1951-54            |
| M180 II (o M180.921)  | Un doppio corpo Solex | 7.6                      | 85/4800            | 157/2400          | Mercedes-Benz 220a Ponton                | 1954-56            |
| M180 II (o M180.921)  | Un doppio corpo Solex | 7.6                      | 85/4800            | 157/2400          | Mercedes-Benz 220 Coupé e Cabriolet W187 | 1954-55            |
| M180.921-I6           | Un doppio corpo Solex | 7.6                      | 85/4800            | 157/2400          | Mercedes-Benz 219                        | 1956-57            |
| M180.921-I6           | Un doppio corpo Solex | 8.7                      | 90/4800            | 167/2400          | Mercedes-Benz 219                        | 1957-59            |
| M180 III (o M180.924) | Un doppio corpo Solex | 7.6                      | 100/4800           | 162/3500          | Mercedes-Benz 220S W180                  | 1956-57            |
| M180 IV (o M180.940)  | Due Solex             | 8.7                      | 95/4800            | 169/3200          | Mercedes-Benz 220b W111 (solo berlina)   | 1959-65            |
| M180 V (o M180.941)   | Due Solex             | 8.7                      | 110/5000           | 172/3500          | Mercedes-Benz 220 Sb W111 (solo berlina) | 1959-63            |
| M180 V (o M180.941)   | Due Zenith            | 8.7                      | 110/5000           | 172/3500          | Mercedes-Benz 220 Sb W111 (solo berlina) | 1963-65            |

### Versioni da 2.3 litri
Nella famiglia M180 vi sono state due versioni da 2.3 litri. La prima, lanciata nel 1965, è stata in pratica la sostituta del 2.2 M180, mentre la seconda, arrivata solo nel 1968, è stata in pratica la sostituta della prima, anche se ad esser precisi, non ha trovato posto in modelli di fascia simile. In ogni caso, per maggior chiarezza, le due versioni verranno illustrate di seguito separatamente.

#### Il primo 2.3M180: 2306 cc
Il primo 2.3 M180 è  in pratica la versione a carburatore del 2.3 M127, anch'esso derivato dal 2.2 M180 e già in listino da un paio d'anni. Come nel caso del motore M127, la cilindrata maggiorata nasce dalla rialesatura dei cilindri del 2.2. In particolare, con le misure di alesaggio e corsa pari ad 82x72.8 mm, la cilindrata cresce a 2306 cc. Sono esistite due varianti del 2.3 M180. Una era siglata M180 VI o 180.945 ed aveva le seguenti caratteristiche:
- alimentazione a due carburatori Solex;
- rapporto di compressione: 9:1;
- potenza massima: 105 CV a 5200 giri/min;
- coppia massima: 173 N·m a 3600 giri/min;
- applicazioni: Mercedes-Benz 230 W110 (1965-66).

La seconda variante, nota come M180 VIII o 180.947 era alimentata da due carburatori Zenith e la potenza saliva a 120 CV a 5400 giri/min,con coppia massima di 179 N·m a 4000 giri/min. Tale variante è stata montata su:
- Mercedes-Benz 230 W110 (1966-68);
- Mercedes-Benz 230S W111 (1965-68).

#### Il nuovo 2.3M180: 2292 cc

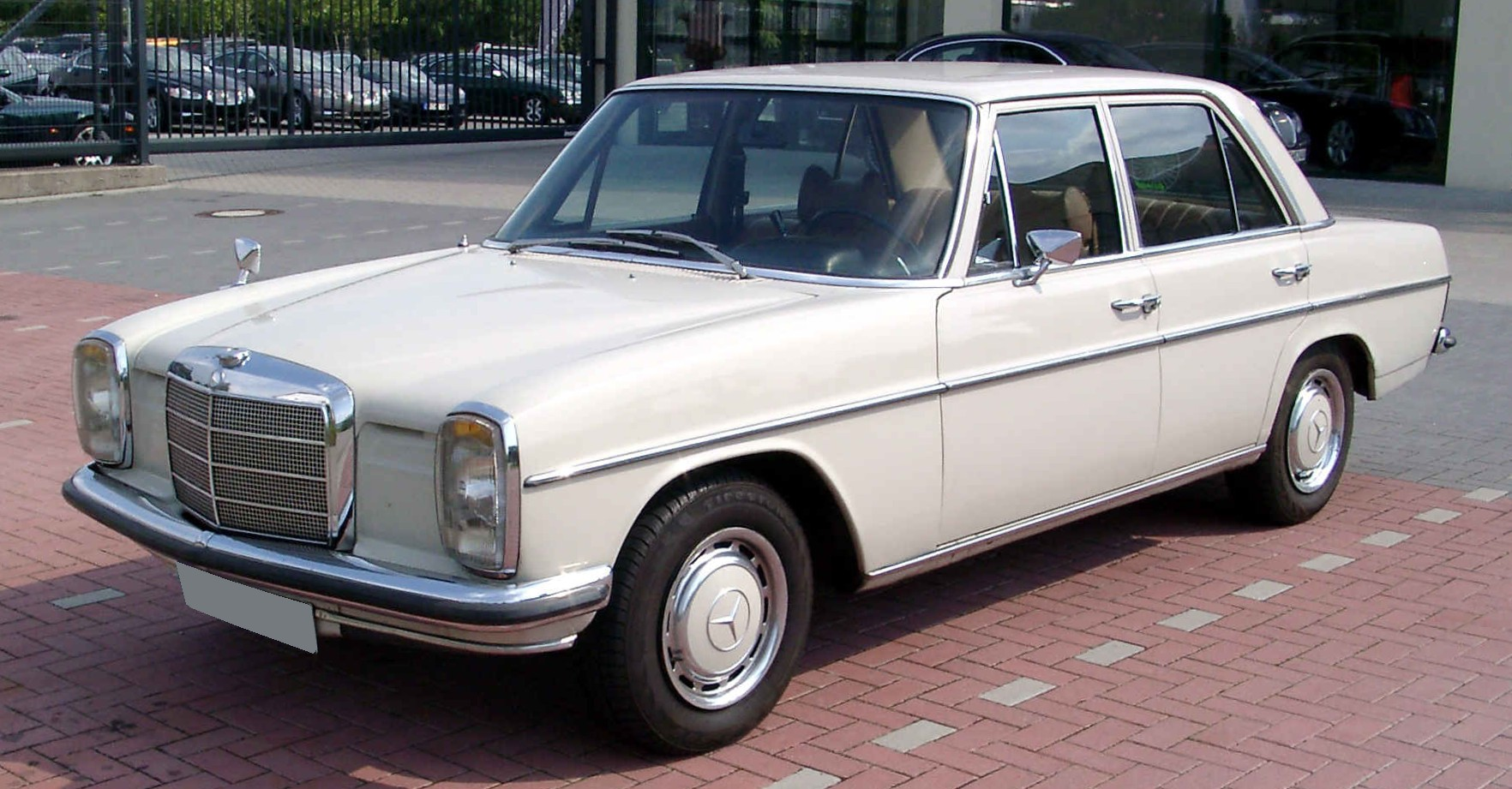
La Mercedes-Benz 230.6 W115 montava il nuovo 2.3 M180

Nel 1968 è stato introdotto un nuovo 2.3 nella famiglia M180. La sua nascita coincide con l'uscita di produzione del 2.3 M180 VIII, che va a sostituire, ma non sull'erede della Mercedes-Benz W111 di cui si è già parlato, bensì su un altro modello di fascia differente, la Mercedes-Benz 230 W115 a 6 cilindri (1967-76), commercializzata inizialmente come 230/8 e dal 1973 al 1976 come 230.6. Questo motore nasce da una leggerissima riduzione dell'alesaggio del precedente 2.3, sceso da 82 ad 81.75 mm, così da ottenere una cilindrata di 2292 cc. Questo motore è noto anche con le sigle M180 V23 o M180.954. Le altre caratteristiche di questo 2.3 ricalcano all'incirca quelle del precedente 2.3, eccezion fatta per la coppia massima, identica ma disponibile già a 3600 giri/min anziché 4000.

Questo motore non va confuso con il 2.3 M115 che equipaggiava la Mercedes-Benz 230.4 W114 e che era a 4 cilindri anziché 6.

## Successive evoluzioni
Come già spiegato, dalla famiglia dei motori M180 sarebbero state derivate in seguito altri motori di concezione più moderna. Eccone di seguito una brevissima panoramica.

### Motore M127
Questo motore è in pratica la versione ad iniezione dei motori M180 da 2195 e da 2306 cc.

### Motore M108
È una versione a corsa lunga del motore M180 VIII da 2306 cc. La cilindrata sale così a 2.5 litri, mentre l'alimentazione rimane a carburatore.

### Motore M129
È in pratica un motore M108 ad iniezione, ed è stato prodotto in contemporanea con quest'ultimo.

### Motore M130
È una versione rialesata del motore M108. La cilindrata sale a 2.8 litri ed è stato proposto sia a carburatore che ad iniezione.

### Motore M110
È in pratica una versione bialbero del motore M130, ma la cilindrata scende leggermente, pur rimanendo più o meno allo stesso livello.

### Motore M114
È una versione aggiornata del 2.5 M108. La stragrande maggioranza delle caratteristiche restano invariate.